# ロハス (カピス州)
ロハス（City of Roxas、フィリピン語: Lungsod ng Roxas; イロンゴ語: Ciudad sang Roxas) ）は、フィリピン・パナイ島にある都市であり、カピス州の州都である。コプラ栽培および養殖業の中心地で、周囲の平野はサトウキビ、コメ、ココナツ、果樹、麻、タバコなどの生産地である。
ロハスおよび周辺ではイロンゴ語（ヒリガイノン語）が話される。2000年の国勢調査によれば、人口は126,352人で世帯数は25,126。

## 位置
ロハス市はパナイ島の北東端に位置し、北にシブヤン海と、マスバテ島との間のジントトロ海峡を臨む。首都マニラからは西南に400km、イロイロ州の州都イロイロ市からは北東へ135km、アクラン州州都のカリボからは東へ86km。マニラからは飛行機で45分、船で18時間ほどである。

## 歴史
ロハス市の旧名はカピス市（Capis）である。カピスは1693年に町となったが、この場所はもとはフィリピンの征服者でスペイン領フィリピンの初代総督ミゲル・ロペス・デ・レガスピがセブからマニラへの遠征の途中で入植した地であった。当時は東隣のパナイ町（Panay）がこの地域の中心で、カピス（当初はエル・プエルト・デ・カピス）はその近郊であった。1732年の記録では、カピスの住民数は327人となっている。1746年、カピスは軍政府の所在地になったが政治的・宗教的にはセブ司教管区の支配下にあった。人口は1760年の調査では3,971人（うちスペイン人が16人）に増え、1847年5月31日には王令によりカピスは州の都（alcadia）となった。1876年の人口は17,683人に増えた。
カピスは1951年5月12日、法律（Republic Act No. 603）により町から市に昇格した。この時、カピスの町出身でフィリピン独立後の初代大統領となったマニュエル・ロハス（1892年1月1日 – 1948年4月15日）の栄誉をたたえて現在のロハスという名に改名された。
人口は増加傾向である。1990年の国勢調査で103,171人だった人口は10年後には12万人を超えた。

## 観光
「Sinadya Sa Halaran」の祭りは、市の創設を祝い毎年12月の第1週に行われる。直後にはフィリピンの漁業の中心地のひとつであることを記念する「Diwal Festival」（diwal はこの周囲に生息する貝の一種で絶滅寸前であり、その復活を目指して祭りの名にされている）が、さらにこの地方の神話や民話の豊かさを象徴する「Aswang Festival」が行われる。Sinadya Sa Halaranは、もとは市が開催する「Sinadya」と州が開催する「Halaran」（「無原罪の御宿り」の祭日の時期に行われていた）という別の祭りであり、両方とも一時途絶えていたが、1年に大きな祭りを2度行うことの負担から一つにまとめられた。
特筆される場所は、パナイ橋（1910年）、パヌブリオン博物館（Panubli-on museum）、リバス漁港（Libas Fishing port）、バニカ魚市場（Banica）、カピス・ベイ・リゾート、ラプラプ農園、モロ人海賊の襲撃に備える見張り塔（1814年）などであり、その他多くの美しい砂浜がある。